# Eurystomina ophthalmophora
Eurystomina ophthalmophora is een rondwormensoort uit de familie van de Enchelidiidae.